# Can Fontanals (Sant Pere de Ribes)
Can Fontanals és una obra de Sant Pere de Ribes (Garraf) protegida com a Bé Cultural d'Interès Local.

## Descripció
Masia situada al nord de l'Hospital de Sant Camil, propera a Can Jove. És un edifici aïllat de planta rectangular i tres crugies. Consta de planta baixa, pis i golfes i té la coberta a dues vessants desiguals amb el carener paral·lel a la façana. El frontis es compon segons tres eixos, definits per obertures d'arc pla arrebossat, algunes de les quals es troben emmarcades amb ceràmica vidriada de color verd. A la planta baixa hi ha dos portals d'arc rebaixat arrebossat amb brancals de pedra carejada. El finestral situat a sobre el portal té sortida a un balcó de baranes forjades i base motllurada, al costat del qual hi ha pintat un rellotge de sol rectangular. La façana de garbí presenta un cos adossat de planta baixa i pis i coberta plana habilitada com a terrassa transitable. A la façana de xaloc té tres finestres d'arc pla arrebossat, les superiors emmarcades amb rajola com les del frontis. En un extrem de la façana de garbí hi ha pintat un rellotge de sol quadrangular. La façana posterior té un cos adossat de planta baixa, pis i golfes amb la coberta a una sola vessant. A la planta baixa hi ha un portal d'arc carpanell ceràmic amb brancals de pedra. Els pisos superiors es componen segons quatre eixos d'obertures d'arc pla arrebossat, les del primer pis delimitades amb barana de balustrada ceràmica. Entre aquestes obertures n'hi ha d'altres d'intercalades de menors dimensions. El ràfec està acabat amb una imbricació de rajola i teula ceràmica. L'acabat exterior es manté arrebossat, que allà on es troba malmès deixa veure el parament dels murs de pedra irregular lligada amb argamassa. Al voltant de la casa hi ha diverses dependències agrícoles annexes, totes d'un sol nivell d'alçat, entre les quals destaca el cos de garbí, obert en arc rebaixat, i el que s'adosssa a gregal, d'arc rebaixat ceràmic i coberta plana habilitada com a terrassa transitable. A la masia s'hi conserven alguns dels elements característics, com són els cups - un dels quals es troba en un cos exterior adossat a garbí-, les restes del forn de coure pa i una bassa amb safareig a l'altre costat del camí. Al cadastre de l'any 1716-17 hi figura la Casa Fontanals. Més endavant, tal com consta en el llibre d'Apeo de l'any 1847, la masia de pertanyia al vilanoví Pere Joan Garriga.

## Història
Al cadastre de l'any 1716-17 hi figura la Casa Fontanals. Més endavant, tal com consta en el llibre d'Apeo de l'any 1847, la masia de pertanyia al vilanoví Pere Joan Garriga.